# Freya Jones
Freya Jones (13 de noviembre de 1993) es una deportista de Reino Unido que compite en atletismo. Ganó una medalla de bronce en el Campeonato Europeo de Atletismo por Equipos de 2021, en la prueba de lanzamiento de jabalina.